# Jørgen Strand Larsen
Jørgen Strand Larsen (sinh ngày 6 tháng 2 năm 2000) là một cầu thủ bóng đá chuyên nghiệp hiện đang thi đấu cho câu lạc bộ Wolverhampton Wanderers, theo dạng cho mượn từ Celta Vigo.

## Niên thiếu
Jørgen Strand Larsen ra đời ngày 6 tháng 2 năm 2000 ở Halden, Viken, Na Uy.